# Marcos Vellidis
Marcos Vellidis (Grieks: Μάρκος Βελλίδης) (Kastoria, 4 april 1987) is een Grieks profvoetballer die als doelman speelt. In 2016 verruilde hij PAS Giannina voor PAOK Saloniki. In 2015 debuteerde hij in het Grieks voetbalelftal.

## Interlandcarrière
Op 16 juni 2015 maakte Vellidis zijn debuut in het Grieks voetbalelftal. In de vriendschappelijke wedstrijd tegen Polen mocht hij in blessuretijd invallen voor Stefanos Kapino.
| Interlands van Marcos Vellidis voor Griekenland | Interlands van Marcos Vellidis voor Griekenland | Interlands van Marcos Vellidis voor Griekenland | Interlands van Marcos Vellidis voor Griekenland | Interlands van Marcos Vellidis voor Griekenland | Interlands van Marcos Vellidis voor Griekenland |
| №                                               | Datum                                           | Wedstrijd                                       | Uitslag                                         | Competitie                                      | Goals                                           |
| Als speler van PAS Giannina                     | Als speler van PAS Giannina                     | Als speler van PAS Giannina                     | Als speler van PAS Giannina                     | Als speler van PAS Giannina                     | Als speler van PAS Giannina                     |
| ----------------------------------------------- | ----------------------------------------------- | ----------------------------------------------- | ----------------------------------------------- | ----------------------------------------------- | ----------------------------------------------- |
| 1                                               | 16 juni 2015                                    | Polen – Griekenland                             | 0 – 0                                           | Vriendschappelijk                               | 0                                               |

Bijgewerkt op 24 juni 2015.
1 Pavlenka ·
2 Camara ·
4 Peña ·
5 Michailidis ·
6 Lovren ·
7 Konstantelias ·
9 Tsjalov ·
11 Taison ·
14 Živković ·
15 Colley ·
16 Kędziora ·
18 Gómez ·
19 Otto ·
20 Vieirinha  ·
21 Rahman ·
22 Schwab ·
23 Sastre ·
25 Thymianis ·
27 Ozdojev ·
28 Wieteska ·
42 Kotarski ·
47 Shoretire ·
70 Samatta ·
71 Thomas ·
77 Despodov ·
80 Pelkas ·
82 Meïté ·
99 Tsiftsis ·
Coach: Lucescu